# Храбрый (канонерская лодка)
«Храбрый» — канонерская лодка Балтийского флота. Построена по образцу канонерских лодок типа «Грозящий», однако носовая часть (полубак и орудия ГК) повторяла тип «Кореец».

## Постройка и испытания
Канонерская лодка «Храбрый» зачислена в списки судов Балтийского флота 30 января 1895 года. Заложена 15 декабря 1894 года на эллинге Нового адмиралтейства в Санкт-Петербурге, спущена на воду 9 ноября 1895 года. Спуск на воду происходил в присутствии Николая II, который в этот же день заложил броненосцы «Ослябя», «Пересвет» и учебное судно «Верный». Он лично отдал команду на спуск канонерской лодки.
В середине июля 1897 года «Храбрый» начал кампанию. Утром 27 июля шведский пароход «Фредрие», разворачиваясь на Неве, повредил кормой борт «Храброго» выше броневого пояса, погнув обшивку и переборку в лазаретном ватерклозете. Капитан шведского судна прислал агента для переговоров. Требовалось замена листа обшивки. За ремонт шведам начислили 2673 рубля 45 копеек.

## Заграничное плавание
28 августа 1899 года «Храбрый» отправился в своё первое заграничное плавание. Путь канонерки лежал через Северное море в Средиземное. В походе выявилось множество дефектов и недостатков в конструкции судна, о чём было сообщено Императору, который приказал немедленно произвести починку канонерской лодки. «Храбрый» был отправлен во Францию и прошёл ремонт на заводе «Форж и Шантье де ла Медитерране».
23 мая 1900 года «Храбрый» прошёл приёмные испытания по результатам ремонта. Российские приемщики были удовлетворены починкой судна. Ремонт обошёлся в огромную сумму, которая составляла четверть затрат на постройку корпуса лодки.
В Средиземном море «Храбрый» нёс службу как корабль дипломатической миссии, канонерская лодка в течение нескольких лет ходила по портам Средиземного моря, как в составе отряда, так и в одиночку. С началом Русско-японской войны, все корабли под Андреевским флагом начали возвращаться из Средиземного моря в Россию. В распоряжении русской дипломатической миссии оставили лишь «Храбрый» и несколько миноносцев. Эти корабли встречали и провожали соединения Второй Тихоокеанской эскадры. С канонерской лодки на крейсер «Олег» даже были отправлены шесть кочегаров и часть боезапаса.
8 августа 1906 года канонерка вернулась в Россию, завершив семилетнее плавание высочайшим смотром в Кронштадте. Экипаж получил благодарность императора и денежные награды.

## Служба на Балтике

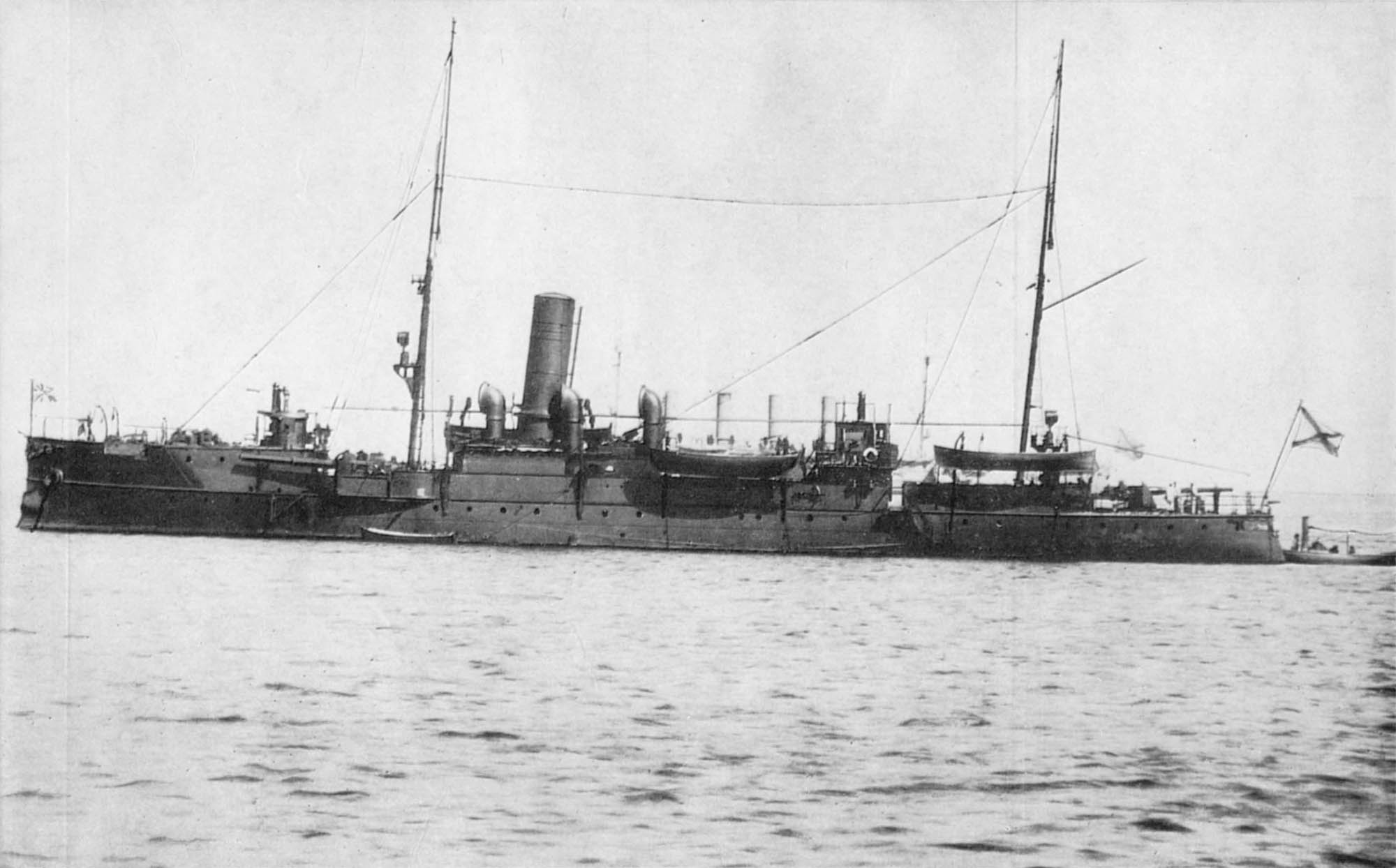
Канонерская лодка «Храбрый» до 1915 г.

На Балтике «Храбрый» плавал в составе Третьего отряда минных судов, а в кампанию 1907 года канонерка была причислена к учебному отряду Морского инженерного училища.
Первая мировая война застала «Храбрый» во время плавания с кадетами. В 1915 году канонерская лодка была отправлена для защиты необорудованной базы в Утэ, а затем вошла в отряд обороны Або-Аландской шхерной позиции.
Во второй половине 1915 года «Храбрый» был включён в состав Морских сил обороны Рижского залива. Тогда же произошло перевооружение канонерской лодки: вместо устаревших орудий были установлены орудия с германского крейсера «Магдебург», погибшего у русских берегов 26 августа 1914 года.
Канонерская лодка приняла участие в обороне Рижского залива. После ухода немцев из залива «Храбрый» в составе отряда оказывал поддержку сухопутным войскам, при участии канлодки в октябре 1915 года был также высажен тактический десант в районе маяка Домеснес. В итоговом приказе за 1915 год командующий Балтийским флотом отметил и роль канонерки «Храбрый» в обороне Ирбенского пролива и содействии флангу войск на Рижском направлении.
В 1916 году канонерская лодка была вновь перевооружена, на этот раз на новые 130/55 мм орудия. Из-за активности немецкой авиации на «Храбром» установили также зенитный пулемет. Одновременно с перевооружением была проведена модернизация, которая коснулась боевой рубки (поднята на 0,9 метра). Кроме того, были увеличены размеры носового мостика, убраны кормовой мостик и штурманская рубка.

## Моонзундское сражение
После Февральской революции экипаж канонерской лодки вслед за крейсером «Адмирал Макаров» принял постановление об именовании «Храброго» «кораблём смерти».
30 сентября 1917 года «Храбрый» получил приказ идти на Кассарский плес для поддержки находящихся там российских миноносцев.
После полудня 1 октября германский линкор «Кайзер», державшийся на некотором расстоянии от русских судов (от «Храброго» — 110 каб.), внезапно открыл огонь. Выстрелами был повреждён эсминец «Гром», который потерял ход.

В 12 часов 40 минут «Храбрый» снялся с якоря для осмотра берега Эзеля. В 12 часов 45 минут линейный корабль открыл огонь по нашему отряду, который сейчас же начал сниматься с якоря. Снаряд одного из первых залпов попал в машинное отделение «Грома» и вывел из действия обе турбины. Миноносец накренился на левый борт и запарил. «Храбрый», отошедший в это время от отряда на полторы мили, не желая покинуть товарища в беде, немедленно повернул на него и в 13 часов ошвартовавшись к нему своим правым бортом и закрепив буксиры, повел его на O со скоростью около 5 узлов. Инициатива командира «Храброго» была подтверждена сигналом начальника 11-го дивизиона: «„Храброму“ взять на буксир „Гром“». На «Громе» заклинило руль, «Храброму» пришлось идти под одною машиною, пары с «Грома» мешали видеть что либо впереди, шел по донесению командира «Храброго», как в молоке; девиация, конечно, сильно изменилась.
Несмотря на все неблагоприятные обстоятельства, «Храбрый» отвечал из своего кормового орудия и в то же время деятельно помогал «Грому», так что явилась даже надежда, что он скоро сможет дать ход.

Для облегчения буксировки, эсминец «Константин» прикрыл канонерскую лодку «Храбрый» и повреждённый «Гром» дымовой завесой.
Во время отхода русских кораблей с позиции, эсминец «Победитель» прошёл мимо канлодки и раскачал её волной, в результате чего лопнули буксиры. Команда эсминца «Гром», охваченная паникой, частично перебежала на канонерскую лодку, где была отправлена в нижние помещения во избежание распространения паники. Лодка, развернувшись бортом, добилась накрытия германского эсминца, который отошёл за линию немецких судов. Стало понятно, что спасти «Гром» невозможно, поэтому с эсминца приняли экипаж. Отойдя на некоторое расстояние, «Храбрый» открыл огонь по «Грому», наводя под ватерлинию, при этом получил повреждения эсминец «В-98», пытавшийся буксировать захваченный русский корабль. «Гром» вскоре затонул. За время боя канонерская лодка получила несколько попаданий, 6 человек были ранены.
На следующий день «Храбрый» с «Хивинцем» вновь обстреливали германские эсминцы у входа в Малый Зунд, после чего канонерские лодки ушли из залива вместе с флотом.

## Служба в составе советского флота
С октября 1918 года по 1922 год канлодка находилась на долговременном хранении в Кронштадтском порту. В конце 1922 года получила название «Красное Знамя». С 31 декабря 1922 года по 15 марта 1940 года использовалась в качестве учебной канонерской лодки. С 11 января 1935 года — в составе 2-го дивизиона бригады подводных лодок Морских сил Балтийского моря.
В 1930 году прошла ремонт и перевооружение. От старой лодки фактически остался только корпус.
Во время Великой Отечественной войны участвовала в обороне побережья Финского залива и Ленинграда.
16 ноября 1942 года затонула у острова Лавенсари после попадания двух торпед, выпущенных финским торпедным катером V-2 (трофейный советский торпедный катер № 141 типа «Г-5») . На Городском Русском кладбище Кронштадта находится братская могила членов экипажа канонерской лодки «Красное Знамя», погибших 16 ноября 1942 года, ( Объект культурного наследия № 7800592000).
13 ноября 1943 года была поднята и 17 сентября 1944 года, после капитального ремонта, введена в строй.
С 7 апреля 1956 года — учебная канонерская лодка, 13 марта 1959 года разоружена и обращена в плавучую казарму. Сдана на слом 3 июня 1960 года, разобрана на металл в начале 1960-х годов.

## Командиры корабля
- 11.09.1895 — 06.12.1897 — капитан 2-го ранга Броницкий, Митрофан Александрович
- 06.12.1897 — хх.хх.1899 — капитан 2-го ранга Бэр, Владимир Иосифович
- 02.08.1899 — хх.хх.1901 — капитан 2-го ранга Воеводский, Степан Аркадьевич
- хх.хх.1902 — хх.хх.1904 — капитан 2-го ранга Мартынов, Борис Николаевич
- 08.11.1904 — 17.04.1905 — капитан 2-го ранга Кононов, Анатолий Алексеевич
- 17.04.1905 — хх.хх.хххх — капитан 2-го ранга Петров, Николай Аркадьевич
- хх.хх.1909 — хх.хх.1911 — капитан 2-го ранга Непенин, Адриан Иванович
- капитан 2 ранга Устинов А. Л. (1941—1942)
- капитан 2 ранга Арсеньев Григорий Николаевич (январь—ноябрь 1942)[7]

## Известные люди служившие на корабле
- Игнатьев Сергей Парфёнович — в 1926 году политрук корабля. Впоследствии контр-адмирал (1942), заместитель наркома РККФ.
- Левченко, Гордей Иванович — в 1923 году старший артиллерист корабля. Впоследствии советский военно-морской деятель, адмирал (1944).
- Михайлов, Пётр Павлович — в 1931-1932 гг. артиллерист корабля. Впоследствии советский военно-морской деятель, вице-адмирал (1951).